# 水沢充
水沢 充（みずさわ みちる）は、日本の漫画家、同人作家。

## 作品リスト

### 連載
- ガンビ〜（『月刊少年ガンガン』2002年2月号 - 12月号） - 初連載作品。
- GGG（『月刊少年ガンガン』2003年3月号 - 2004年）- カラー記事漫画。
- ゲームのケモノ道（『月刊少年ガンガン』2003年3月号 - 連載中） - カラー記事漫画。
  - 主にゲームソフトのレビューを行う。
- 源平おとぎ草子 ヨシツネ（『電撃コミックガオ』2003年6月号、7月号） - 短期連載。
- 真・ケモノ道（『月刊少年ガンガン』2003年10月号 - 2011年4月号）
  - 『ゲームのケモノ道』で紹介した作品を、漫画形式で改めて紹介。
- 犬神つかいの徒（『月刊少年ガンガン』2008年9月号、10月号） - 前後編読切。
- 幕末! ケモノ道（『ガンガン戦-IXA-』2010年夏の陣、冬の陣）
- 犬神姫の徒（『ガンガンONLINE』2012年1月26日 - 連載中）
- 祟り神の食卓（『COMICリュエル』2017年5月5日 - 連載中）

### 読切
- 天鈴娘々（『月刊少年ガンガン』1999年11月号）
- 偽・ケモノ道（『ガンガンパワード』2004年秋季号）
- ラヴ；フール（『マンガ学園4年生』創刊準備号）
- ラヴ；フール2（『マンガ学園4年生』2004年1号）
- ゲームのケモノ道 特別版（『月刊少年ガンガン』2004年12月号）
- イズナ（ジャイブ、2005年5月号） - ドラマCD付版が同年4月号に掲載。
- バニティバレー（『月刊コミックRUSH』2005年8月号）
- あんなちゃん（『月刊少年ガンガン』2006年9月号）
- 水沢充の特命魂!（『ガンガンパワード』2007年No.5）
- ノイズ（『月刊コミックRUSH』2007年3月号）
- 小鬼の壺（『月刊コミックRUSH』2007年6月号）
- 戦極! ケモノ道（『ガンガン戦-IXA-』2009年冬の陣）
  - 取材漫画。

### アンソロジー参加作品
- イースシリーズ
- 学園ヘヴン BOY'S LOVE SCRAMBLE!
- GUILTY GEAR XX
- 幻想水滸伝V
- サモンナイト4
- 絶対服従命令
- Soul Link
- 月姫
- ティアリングサーガシリーズ ベルウィックサーガ
- 咎狗の血
- ときめきメモリアルONLINE
- ドラゴンクエストIX 星空の守り人
- ファントム・キングダム
- ファントム・ブレイブ
- ペルソナ
- ペルソナ3
- ペルソナ3 フェス
- ペルソナ3 ポータブル
- ペルソナ4
- ペルソナ 〜トリニティ・ソウル〜
- 魔界戦記ディスガイア2
- 女神異聞録デビルサバイバー

### 同人
- スカーレットブレイド紅（2005年12月30日）
- スカーレットブレイド蒼
- スカーレットブレイド碧
- スカーレットブレイド黄（2007年8月）
- スカーレットブレイド橙（2007年12月）
- くのいち秘密会議（2008年12月）
- BladeMix;1to3（2008年12月） - スカーレットブレイド紅、蒼、碧の総集編。
- スカーレットブレイド紫（2009年8月）
- HOLY-DAY（2009年冬コミ）

### その他
- フェイクムーン（2004年2月24日出版） - 水沢による『月姫』のパロディ作品集。
- 戦国武将妄想絵巻（2009年7月30日） - コトブキヤ出版、「リブラブ」で参加。
- 幕末伝〜浅葱ノ刻〜（2009年12月16日） - エンターブレイン出版。